# Hiếu Hòa Duệ Hoàng hậu
Hiếu Hòa Duệ Hoàng hậu (chữ Hán: 孝和睿皇后, tiếng Mãn: ᡥᡳᠶᠣᠣᡧᡠᠩᡤᠠ
 ᡥᡡᠸᠠᠯᡳᠶᠠᠰᡠᠨ
 ᠰᡠᠩᡤᡳᠶᡝᠨ
 ᡥᡡᠸᠠᠩᡥᡝᠣ, Möllendorff: hiyoošungga hūwaliyasun sunggiyen hūwangheo, Abkai: hiyouxungga hvwaliyasun sunggiyen hvwangheu; 20 tháng 11, năm 1776 - 23 tháng 1, năm 1850), còn được biết đến dưới tên gọi Cung Từ Hoàng thái hậu (恭慈皇太后), là Hoàng hậu thứ hai của Thanh Nhân Tông Gia Khánh Hoàng đế.
Xuất thân đại tộc Nữu Hỗ Lộc thị, Hiếu Hòa Duệ Hoàng hậu được Càn Long Đế chỉ định làm Trắc Phúc tấn cho Gia Thân vương (sau là Gia Khánh Đế). Sau khi phu quân bà đăng cơ Hoàng đế, bà được phong Quý phi, rồi Hoàng quý phi kèm theo chỉ dụ kế vị Hoàng hậu sau khi mãn tang Hiếu Thục Duệ Hoàng hậu.
Tuy bản thân sinh hai Hoàng đích tử cho Gia Khánh Đế, nhưng cuối cùng Gia Khánh Đế vẫn chọn con trai của Hiếu Thục Duệ Hoàng hậu là Hoàng nhị tử Miên Ninh làm người kế vị, sau là Đạo Quang Đế. Dù chỉ là mẹ kế, bà vẫn được Đạo Quang Đế kính trọng. Kể từ khi làm Hoàng hậu dưới triều Gia Khánh và làm Hoàng thái hậu dưới triều Đạo Quang, Hiếu Hòa Duệ Hoàng hậu tại vị tối cao trong hậu cung nhà Thanh trong vòng 48 năm. Với tuổi thọ 73 bà trở thành một trong những Hoàng thái hậu trường thọ nhất triều đại này, bên cạnh: Sùng Khánh Hoàng thái hậu 85 tuổi, Nhân Hiến Hoàng thái hậu 76 tuổi, Chiêu Thánh Hoàng thái hậu 74 tuổi cùng Từ Hi Hoàng thái hậu 74 tuổi.

## Thân thế

### Dòng dõi hiển hách

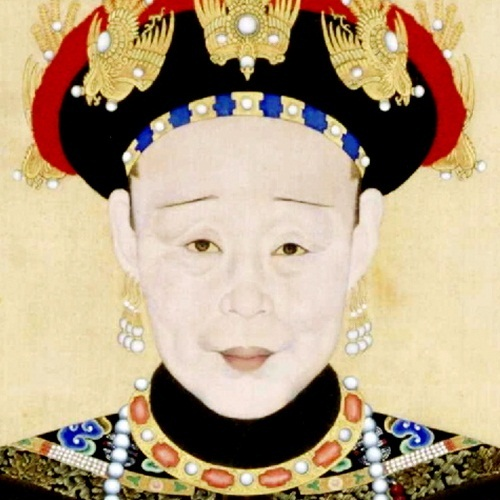
Cận dung Hiếu Hòa Duệ Hoàng hậu Nữu Hỗ Lộc thị.

Hiếu Hòa Duệ Hoàng hậu sinh ngày 10 tháng 10 (âm lịch) năm Càn Long thứ 41 (1776), xuất thân từ gia tộc Nữu Hỗ Lộc, một tộc thị của người Mãn Châu, thuộc Mãn Châu Tương Hoàng kỳ. Căn cứ theo Phổ hệ của Hoằng Nghị công phủ, bà là thuộc dòng dõi của Hoằng Nghị công Ngạch Diệc Đô - một đại công thần khai quốc nhà Thanh.
Vì là một công thần khai quốc, hậu duệ của gia tộc Nữu Hỗ Lộc thị thuộc nhánh Ngạch Diệc Đô được người Bát Kỳ xem là "Danh môn trong các danh môn", cực kỳ hiển quý và có địa vị xã hội Mãn Thanh cực lớn, hầu hết Hậu phi mang họ Nữu Hỗ Lộc thị của nhà Thanh đều xuất thân từ gia tộc này, như Thanh Thái Tông Nguyên phi cùng Hiếu Chiêu Nhân Hoàng hậu. Thủy tổ của chi hệ Hiếu Hòa Duệ Hoàng hậu là con trai thứ 6 của Ngạch Diệc Đô, có tên Đạt Long Ái (達隆藹). Mẫu thân của Đạt Long Ái là Quận chúa Giác La thị - con gái của bá phụ Thanh Thái Tổ là Đa La Vũ Công Quận vương Lễ Đôn Ba Đồ Lỗ (禮敦巴圖魯). Căn cứ theo ghi chép của Phổ hệ, Đạt Long Ái vốn có tật nên chưa làm quan. 
Dù không làm quan, nhưng với thân phận là con thứ của Hoằng Nghị công, Đạt Long Ái vẫn có hào quang gia tộc nhất định. Ông nghênh thú Qua Nhĩ Giai thị, là con gái của Ô Nhĩ Hán Mặc Nhĩ Căn (烏爾漢墨爾根). Con trai ông là Ước Bái (約拜) nguyên nhậm Hộ quân thống lĩnh, sau thành Nhất đẳng Thị vệ, ông cưới đồng kỳ Mãn Châu Na Lạp thị, là tổ cô của Bố chính sứ Triều Kỳ (朝奇). Ước Bái có một con gái gả cho Ban Đệ thuộc Khoa Nhĩ Thấm Mông Cổ, hậu duệ của anh trai Hiếu Trang Văn Hoàng hậu là Trát Tát Khắc Đạt Nhĩ Hãn Thân vương Mãn Châu Tập Lễ (滿珠習禮). Do đó, Nữu Hỗ Lộc thị về sau là kế tổ mẫu của Ngạch phò Sắc Bố Đằng Ba Lạc Châu Nhĩ (色布腾巴勒珠尔) - chồng của Cố Luân Hòa Kính Công chúa. 
Con trai của Ước Bái là Tích Đặc Mộc Bố (錫特木布), làm đến Nhị đẳng Thị vệ, kết hôn với Tương Bạch kỳ Na Lạp thị là cháu của Đô thống Mã Tề (馬齊), sau lại cưới Mãn Châu Tương Hoàng kỳ Tát Khắc Đặc thị (薩克達氏) - con gái của Lang trung bộ Hình là Hi Phật (希佛). Tích Đặc Mộc Bố có con trai cả là Công Nguyên (公元), hay Tây Nguyên (西元), vào thời Khang Hi lấy Bút thiếp nhập sĩ, làm đến Chủ sự, trong năm Ung Chính làm Lang trung, lại thăng đến Án sát Quảng Đông, rồi Tổng binh Thái Ninh. Ông cưới đồng kỳ Mãn Châu Qua Nhĩ Giai thị, con gái Loan Nghi vệ Vân huy sử Phó Thật (傅實), sau lại cưới đồng kỳ Mãn Châu Tát Khắc Đặc thị, là con gái Nhị đẳng Thị vệ Hòa Thạc (和碩), sau lại cưới Tương Bạch kỳ Mãn Châu Phú Sát thị, là con gái của Kỵ đô úy Y Lâm (伊林).
Qua những tiến trình làm quan của hậu duệ nam giới, gia đình của Hiếu Hòa Duệ Hoàng hậu đến thời kì ông cụ nội tuy không làm những chức vị quá cao, song cũng giữ được phong thái bậc lương gia, thậm chí có thể liên hôn với quý tộc Mông Cổ Khoa Nhĩ Thấm bộ, đây chính là lợi thế cơ bản của việc xuất thân danh môn Hoằng Nghị công phủ. Công Nguyên có ba con trai, con trai thứ 3 là Công Bảo (公保) - chính là ông nội của Hiếu Hòa Duệ Hoàng hậu.

### Gia cảnh vinh quang
Tổ phụ Công Bảo sinh năm Ung Chính năm thứ 11, vào năm Càn Long thứ 20 thi đậu "Bút thiếp thức" mà tiến vào quan lộ, năm thứ 23 bổ phụ vào bộ Công làm Bút thiếp thức, năm thứ 28 lại vì bệnh mà cáo hưu. Về cơ bản, Công Bảo chưa chạm đến con đường làm quan chân chính thế nhưng lại tương đối trường thọ, từng tham gia Thiên Tẩu yến (千叟宴) năm Càn Long thứ 60, cuối cùng qua đời trong đời Gia Khánh thứ 6, cùng năm đó cháu gái ông được lập làm Hoàng hậu. Ông cưới Chính Lam kỳ Tông thất nữ Giác La thị - là con gái của Phụng ân Tướng quân Tăng Thành (增誠), hậu duệ của Mục Nhĩ Cáp Tề. Sau đó, khi Giác La thị qua đời, Công Bảo lại cưới Tương Bạch kỳ Mãn Châu Na Lạp thị - con gái của Hộ quan Tham lĩnh Châu Long A (珠隆阿). Như vậy ta thấy được rằng, có khả năng liên hôn được với con gái Tông thất, tuy rằng chi hệ của Công Bảo đã ở rất xa chi chính phái của Hoằng Nghị công phủ, song danh tiếng "Hậu duệ của Hoằng Nghị công" vẫn còn hiện hữu.
Công Bảo có ba con trai, con cả là Cung A Lạp (恭阿拉), cũng chính là cha của Hiếu Hòa Duệ Hoàng hậu, sinh năm Càn Long thứ 18, năm thứ 36 kế tục đường thúc huân cựu Tá lĩnh mà nhập sĩ, nhận chức Tham lĩnh dưới triều Càn Long. Qua đời năm Gia Khánh thứ 17, sau khi hưởng hết vinh quang do con gái đem lại. Con trai thứ của Công Bảo là một vị tên gọi Na Mộc Tát Nhĩ Trát Phổ (那木萨尔扎普), lấy làm con thừa tự của chi khác, còn con út Minh Thiện (明善) sinh ra khá muộn, chỉ hơn Hiếu Hòa Duệ Hoàng hậu 1 tuổi. Mẹ của Hiếu Hòa Duệ Hoàng hậu thuộc tộc Diệp Hách Na Lạp thị, con gái của Mãn Châu Chính Bạch kỳ Nhất đẳng Nam Bạch Minh (白明), sinh năm Càn Long thứ 19, qua đời năm Gia Khánh thứ 9, hạ sinh ra 3 nam và 3 nữ, trong đó Hiếu Hòa Duệ Hoàng hậu là trưởng nữ; anh cả Ninh Vũ Thái (寧武泰) chết trẻ, em trai Hòa Thế Thái (和世泰) và Cát Luân Thái (吉倫泰). Hai em gái bà, một người thua bà 6 tuổi, một người thua bà 13 tuổi. Về sau đều được chỉ hôn trong những cuộc hôn nhân tốt.
Thuận tiện nhắc tới, Cung Thuận Hoàng quý phi Nữu Hỗ Lộc thị, một sủng phi khác của Gia Khánh Đế cũng xuất thân từ Hoằng Nghị công phủ. Hiếu Hòa Duệ Hoàng hậu và Cung Thuận Hoàng quý phi có quan hệ không chỉ họ hàng xa, mà còn thông qua hôn nhân nữa, vì em gái của hai bà đều làm dâu cho Túc Cung Thân vương Vĩnh Tích, là một Thiết mạo tử vương, hậu duệ của Túc Vũ Thân vương Hào Cách.

## Nhập cung

### Gia Thân Vương Trắc Phúc tấn
Vào khoảng năm Càn Long thứ 47 (1782), có một tư liệu nội đình ghi nhận đáng chú ý liên quan đến Nữu Hỗ Lộc thị, ghi lại: 「Thập công chúa Thị độc Nữu Hỗ Lộc thị, Tá lĩnh Cung A Lạp chi nữ; 十公主侍读钮祜禄氏，佐领恭阿拉之女。」. Cái gọi là [Thị độc], chính là bạn học trong việc giáo dục của một hoàng tử hay hoàng nữ triều đình. Mà Thập công chúa, tức Cố Luân Hòa Hiếu Công chúa, là cô con gái út được Càn Long Đế sủng ái. Công chúa sinh vào năm Càn Long thứ 40 (1775), chỉ hơn Nữu Hỗ Lộc thị một tuổi, và dù tư liệu không chỉ đích danh, thế nhưng vào thời điểm đó thì chỉ con gái cả của Cung A Lạp là phù hợp để làm bạn học cho Thập công chúa mà thôi. Từ đây có thể thấy được, Nữu Hỗ Lộc thị đã từ sớm được tiếp xúc với môi trường cung đình, và có lẽ đây là nguyên nhân lớn khiến Thanh Cao Tông Càn Long Đế chọn Nữu Hỗ Lộc thị làm con dâu về sau.
Năm Càn Long thứ 54 (1790), Nữu Hỗ Lộc thị được 14 tuổi tham dự Bát Kỳ tuyển tú. Bà được Càn Long Đế đặc chỉ chọn trở thành trắc thất của Hoàng thập ngũ tử Vĩnh Diễm, tước vị của bà là Trắc Phúc tấn. Cung đình thời nhà Thanh quy định, nhận danh vị Trắc Phúc tấn thường có hai loại: loại tương đối phổ biến nhất là từ vị hầu thiếp, tức Cách cách. Loại này do sinh hạ con cái mà tấn phong, xuất thân từ giai cấp Bao y, là Sử nữ được nạp vào Hoàng tử phủ hầu hạ, không có hôn lễ chính thức. Loại thứ 2 là từ Bát Kỳ tuyển tú, được chỉ định chọn làm Trắc thất cho các Hoàng tử, vì vậy các Trắc Phúc tấn này có hôn lễ đầy đủ chỉn chu không kém mấy so với Đích Phúc tấn. Vào lúc này, Đích Phúc tấn của Gia Thân vương là Hỉ Tháp Lạp thị (tức Hiếu Thục Duệ Hoàng hậu), sau khi tiểu sản vào năm thứ 50 (1786) đã có biểu hiện thân thể suy yếu. Vào năm thứ 51 (1787), Càn Long Đế mệnh Hoàn Nhan thị nhập cung làm Trắc Phúc tấn, ý tứ rất rõ ràng là để phòng khi Đích Phúc tấn Hỉ Tháp Lạp thị mất sẽ có người thay thế ngay. Thế nhưng vị Hoàn Nhan thị này cũng bất hạnh qua đời không lâu sau đó. Xét về gia thế, Mãn Châu Tương Hoàng kỳ Nữu Hỗ Lộc thị xuất thân gia thế tầm trung, nhưng tốt xấu gì cũng là hậu duệ của Hoằng Nghị công Ngạch Diệc Đô, so ra cũng thậm chí cao hơn Đích Phúc tấn Hỉ Tháp Lạp thị có nguồn gốc là Bao y. Trước tình thế đó, sau khi Vĩnh Diễm thụ phong [Gia Thân vương], Càn Long Đế liền chỉ định Nữu Hỗ Lộc thị làm trắc thất của Gia Thân vương, cho thấy ý vị chọn sẵn kế thê của Càn Long Đế phòng khi Đích Phúc tấn Hỉ Tháp Lạp thị qua đời rất rõ ràng. 
Năm Càn Long thứ 57 (1793), ngày 26 tháng 6, Nữu Hỗ Lộc thị hạ sinh con gái thứ 7 của Gia Thân vương. Khi ấy bà mới 17 tuổi, kém Gia Thân vương 16 tuổi. Năm thứ 59 (1795), ngày 20 tháng 6, Nữu Hỗ Lộc thị lại tiếp tục hạ sinh Miên Khải, con trai thứ ba của Gia Thân vương.

### Sơ phong Quý phi
Năm Càn Long thứ 60 (1796), ngày 3 tháng 9 (âm lịch), Càn Long Đế thoái vị làm Thái thượng hoàng. Gia Thân vương được chỉ định làm Hoàng thái tử nối ngôi, lấy năm sau là niên hiệu Gia Khánh nguyên niên. Sử gọi [Gia Khánh Đế]. 
Năm Gia Khánh nguyên niên (1797), ngày 4 tháng 1 (âm lịch), mệnh Lễ bộ Thượng thư Đức Minh (德明) làm Chính sứ, Lễ bộ Hữu Thị lang Chu Hưng Đại (周兴岱) làm Phó sứ, tuyên sách Hoàng thái tử Trắc phi Nữu Hỗ Lộc thị làm Quý phi, hành Quý phi sách phong lễ.
Năm Gia Khánh thứ 2 (1797), tháng 3, Hoàng hậu Hỉ Tháp lạp thị qua đời, thụy là [Hiếu Thục Hoàng hậu]. 
Vào lúc này, Quý phi Nữu Hỗ Lộc thị có địa vị cao nhất trong hậu cung, và cũng do ý đồ từ trước của Thái thượng hoàng nên bà được mật chỉ chỉ định làm Kế Hoàng hậu. Nhưng vì lý do có tang Hiếu Thục Hoàng hậu, nên vào ngày 20 tháng 5 (âm lịch) cùng năm, bà được nâng thành Hoàng quý phi và sẽ chính thức trở thành Hoàng hậu ngay khi mãn tang Hiếu Thục Hoàng hậu. Bà trở thành một trong 3 vị Hoàng quý phi nhà Thanh được tuyên bố tấn phong Hoàng quý phi để kế nhiệm Hoàng hậu, trước đó là Kế Hoàng hậu Na Lạp thị, và sau cùng là Hiếu Toàn Thành Hoàng hậu.
Ngày 17 tháng 10 (âm lịch) cùng năm, sai Đại học sĩ Lưu Dung làm Chính sứ, Lễ bộ Tả Thị lang Thiết Bảo (铁保) làm Phó sứ, sách phong tuyên chỉ.

### Lập hậu
Năm Gia Khánh thứ 4 (1799), ngày 3 tháng 1 (âm lịch), Thái thượng hoàng giá băng. Ngày 18 tháng 4 (âm lịch) cùng năm, Gia Khánh Đế theo di chỉ của Thái thượng hoàng, dụ Nội các chuẩn bị việc tấn lập Hoàng quý phi Nữu Hỗ Lộc thị làm Hoàng hậu. Do gặp đại tang của Càn Long Đế, lễ sách lập Hoàng hậu theo dự tính của bà bị dời lại sau khi mãn tang Thái thượng hoàng.
Năm Gia Khánh thứ 6 (1801), ngày 15 tháng 4 (âm lịch), lấy Văn Hoa điện Đại học sĩ Đổng Cáo (董诰) làm Chính sứ, Nội các Học sĩ Phổ Cung (普恭) làm Phó sứ, sách tuyên lập làm Hoàng hậu. Chiếu cáo thiên hạ.
Năm Gia Khánh thứ 10 (1805), ngày 9 tháng 2, giờ Tỵ, hạ sinh Hoàng tứ tử Miên Hân.
Hoàng hậu Nữu Hỗ Lộc thị nổi tiếng là người đối đãi nhân từ, có học thức, được Càn Long Đế và Gia Khánh Đế hết mực tin tưởng, yêu thương. Luận về gia thế, dòng họ Nữu Hỗ Lộc của bà thuộc hàng danh gia, cao quý hơn Hỉ Tháp Lạp thị của Hiếu Thục Duệ Hoàng hậu. Sau khi đăng cơ lập tức phong Quý phi, Hỉ Tháp Lạp thị vừa qua đời được nhận Hoàng quý phi kế tục Kế Hoàng hậu, nhập tiềm để liền có thai, cách 2 năm lại hoài thai sinh dục Hoàng tử. Lúc này Gia Khánh Đế tuy đã 45 tuổi, cũng đặc biệt không tính là thường thấy, cho thấy quan hệ giữa bà và Gia Khánh Đế vô cùng tốt đẹp.
Sau khi bà trở thành Hoàng hậu, hiển nhiên gia đình Nữu Hỗ Lộc thị cũng trở nên hiển quý. Cha của Hoàng hậu là Cung A Lạp nhanh chóng lần lượt trọng dụng, bổ làm các chức vụ cao cấp như Tổng binh, Đô thống, Nội đại thần rồi Thượng thư bộ Công, nhận được tước [Thừa Ân hầu; 承恩侯] do là ngoại thích. Năm Gia Khánh thứ 17 (1812), Cung A Lạp trọng bệnh, trước khi chết kịp tấn phong [Nhất đẳng Thừa Ân công; 一等承恩公], hàm Thượng thư Lễ bộ. Em trai của Hoàng hậu Nữu Hỗ Lộc thị là Hòa Thế Thái lấy Chỉnh Nghi vệ mà xuất sĩ, nhiều lần đảm nhiệm Nội vụ phủ Tổng quản đại thần, Phó Đô thống rồi Tổng binh, sau kế thừa tước Thừa Ân hầu của Cung A Lạp, đảm nhậm Thượng thư Lý Phồn viện. Con trai Hòa Thế Thái là Cảnh Ân (景恩), tức gọi Nữu Hỗ Lộc Hoàng hậu bằng cô mẫu, cưới cháu gái của Phúc Long An thuộc đại gia tộc Sa Tế Phú Sát thị của Hiếu Hiền Thuần Hoàng hậu. Hai em gái của Nữu Hỗ Lộc Hoàng hậu, một người được chỉ định gả cho Bất nhập Bát phân Phụ quốc công Kính Tự (敬敘) thuộc Túc vương phủ, người em út gả cho Duệ Cần Thân vương Đoan Ân (端恩). Cả hai đều gả vào phủ của Thiết mạo tử vương, cho thấy có không ít là nhờ vào vinh quang của Nữu Hỗ Lộc Hoàng hậu. Còn em trai út Cát Luân Thái được lấy làm con thừa tự của chú bà, Viên ngoại lang Minh Thiện (明善), con út của tổ phụ Công Bảo.
Sau khi Hỉ Tháp Lạp Hoàng hậu qua đời, Nữu Hỗ Lộc Hoàng hậu nhận trách nhiệm nuôi dạy Hoàng thứ tử Mân Ninh, con trai của Hỉ Tháp Lạp Hoàng hậu. Vào bấy giờ bà hạ sinh ra Hoàng tứ tử Miên Hân vào năm Gia Khánh thứ 11 (1806), và bà trực tiếp nuôi nấng Mân Ninh cùng với hai con trai của bà là Miên Khải và Miên Hân, tình cảm tốt đẹp.

## Cung Từ Hoàng thái hậu

### Phúc trạch thâm hậu
Năm Gia Khánh thứ 25 (1820), ngày 25 tháng 7, Gia Khánh Hoàng đế giá băng ở Tị Thử Sơn Trang. 
Trước đó, triệu Ngự tiền đại thần, Quân cơ đại thần cùng Nội vụ phủ đại thần, tuyên bố vào năm Gia Khánh thứ 4, đã chọn Trí Thân vương Mân Ninh làm Hoàng thái tử. Do đó, Trí Thân vương Mân Ninh, lúc này dùng thân phận Hoàng thái tử mà đăng cơ, trở thành Thanh Tuyên Tông Đạo Quang Hoàng đế. Sau khi lên ngôi ít lâu, Đạo Quang Đế đã truyền chỉ dụ tôn Nữu Hỗ Lộc Hoàng hậu làm Hoàng thái hậu, tạm ở Cảnh Nhân cung. Sau đó, ông cho biên ra dụ chỉ ["Tuân theo ý chỉ của Hoàng thái hậu, mà kế thừa đại thống"], do vậy từng có nhận định Nữu Hỗ Lộc thị tham gia quyết định việc chọn Đạo Quang Đế kế vị. Cũng nhờ đó mà Đạo Quang đế hết lòng tôn kính bà như mẹ đẻ
Ngày 2 tháng 12 cùng năm, Đạo Quang Đế suất chư Vương, Bối lặc, Văn võ đại thần, sách dâng tôn huy hiệu Cung Từ Hoàng thái hậu (恭慈皇太后).
Sau đó, Hoàng đế lại dụ Lễ bộ sửa sang, dâng Thọ Khang cung (壽康宮) cho Thái hậu. Lại chọn Kỷ Xuân viên trong Viên Minh Viên dâng cho bà mỗi khi tránh nóng, là thập phần long trọng phụng dưỡng. Hoàng thái hậu tuy chỉ ở nội cung, song đối nội đối ngoại vẫn có ảnh hưởng nhất định. Về phương diện khác, Đạo Quang Đế đối vị này mẹ kế cũng là tương đương hiếu thuận, có thể thấy vào chỉ dụ của ông: “Trẫm tự Thánh mẫu Hiếu Thục Duệ Hoàng hậu ngự thượng tới nay, thâm hà đại sự Hoàng thái hậu long ân phúc tí.”. Theo Thực lục ghi chép, Đạo Quang Đế cũng hay mỗi ngày đều tự đến Thọ Khang cung của bà vấn an. Như nhật ký của Ông Đồng Hòa ghi lại, vào thời Đồng Trị có nghe Thuần Hiền Thân vương Dịch Hoàn kể lại việc Tuyên Tông Đạo Quang năm xưa, đều tự hướng Hiếu Hòa Duệ Hoàng hậu vấn an không ngừng.
Năm Đạo Quang thứ 2 (1822), 27 tháng 11, nhân dịp sách lập Hiếu Thận Thành Hoàng hậu, dâng thêm huy hiệu Khang Dự (康豫). Năm thứ 8 (1828), 8 tháng 11, nhân bình định Tân Cương, dâng thêm 2 chữ An Thành (安成). Năm thứ 14 (1834), 21 tháng 10, nhân dịp sách lập Hiếu Toàn Thành Hoàng hậu, dâng thêm 2 chữ Trang Huệ (莊惠). Năm thứ 15 (1835), 9 tháng 10, nhân dịp chúc mừng Hoàng thái hậu Vạn thọ 60 tuổi, dâng thêm 2 chữ Thọ Hi (壽禧). Năm thứ 25 (1845), 6 tháng 10, nhân dịp Vạn thọ 70 tuổi, dâng thêm 2 chữ Sùng Kì (崇祺). Như vậy, huy hiệu đầy đủ qua các năm là: Cung Từ Khang Dự An Thành Trang Huệ Thọ Hi Sùng Kì Hoàng thái hậu (恭慈康豫安成莊惠壽禧崇祺皇太后).

### Tuổi già băng thệ
Đạo Quang năm thứ 29 (1849), ngày 8 tháng 12 (âm lịch), Cung Từ Thái hậu sau khi từ Kỷ Xuân viên về, cảm thấy không khỏe. Đạo Quang Đế nghe tin vội vàng đến Thọ Khang cung, hầu thuốc không lơ là. Ngày 11 tháng 12 (tức 23 tháng 1 dương lịch năm 1850), giờ Thân, Cung Từ Thái hậu băng hà, thọ 74 tuổi.
Thượng dụ thụy hiệu cho Đại Hành Hoàng thái hậu là: Hiếu Hòa Cung Từ Khang Dự An Thành Ứng Thiên Hi Thánh Duệ Hoàng hậu (孝和恭慈康豫安成應天熙聖睿皇后).
Đạo Quang Đế được ghi nhận cực kỳ đau khổ, đấm ngực giậm chân. Trong đại tang lễ, Đạo Quang Đế đích thân tận hiếu đưa tang, đày đọa thân thể cùng cực. Vào lúc này, các con bà đều đã qua đời, chỉ còn Đạo Quang Đế là con nuôi ở bên chịu tang mà thôi. Khi đó Đạo Quang Đế cũng đã 68 tuổi, thân thể sớm suy yếu, mà quyết liệt ở bên chịu tang Thái hậu cũng sinh bệnh nặng. Kim quan của Thái hậu di trí sang Kỉ Xuân viên, tạm quàn ở Nghênh Huy điện (迎晖殿), còn Đạo Quang Đế phục tang, tạm ở Thận Đức đường (慎德堂). Quả nhiên sau đó 1 tháng, Đạo Quang Đế cũng qua đời, trong cung cùng lúc 2 đại tang nghi. Kế vị là Thanh Văn Tông Hàm Phong Đế.

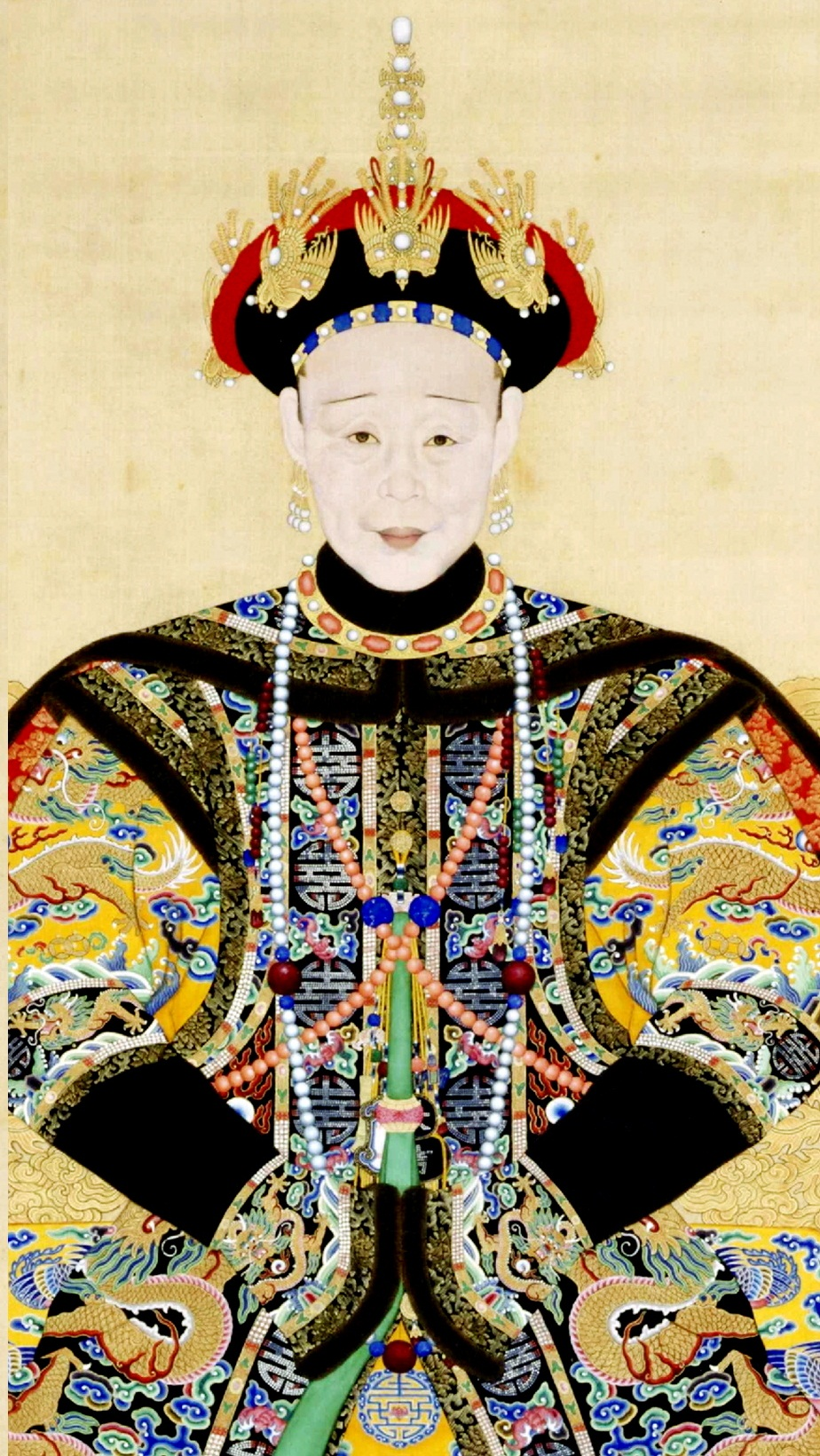
Hiếu Hòa Duệ hoàng hậu

Năm Đạo Quang thứ 30 (1850), tháng 3, Hàm Phong Đế cử hành đại lễ dâng sách thụy cho Đại Hành Hoàng thái hậu.
Năm Hàm Phong nguyên niên (1851), Hàm Phong Đế quyết định xây dựng một tòa mộ riêng cho tổ mẫu, gọi là Xương Tây lăng (昌西陵), thuộc khu vực Thanh Tây lăng, cách một quãng phía Tây Nam cách Xương lăng, nơi mộ phần của Gia Khánh Đế và Hiếu Thục Duệ Hoàng hậu. Năm Hàm Phong thứ 2 (1852), lăng hoàn thành. Năm Hàm Phong thứ 3 (1853), ngày 26 tháng 2, kim quan của Hiếu Hòa Duệ Hoàng hậu nhập Xương Tây lăng.
Các đời Hàm Phong, Đồng Trị rồi Quang Tự dâng thụy hiệu cho bà, đầy đủ là: Hiếu Hòa Cung Từ Khang Dự An Thành Khâm Thuận Nhân Chính Ứng Thiên Hi Thánh Duệ Hoàng hậu (孝和恭慈康豫安成欽順仁正應天熙聖睿皇后).

## Hậu duệ
1. Hoàng thất nữ [皇七女; 1793 - 1795], sinh ngày 26 tháng 6 năm Càn Long thứ 58, mất vào tháng 6 năm Càn Long thứ 60.
2. Hoàng tam tử Miên Khải [绵恺; 6 tháng 8, năm 1795 - 18 tháng 1, 1838], thụ tước hiệu Đôn Thân vương (惇亲王) vào năm đầu Đạo Quang. Sau khi mất, có thụy là Đôn Khác Thân vương (惇恪親王).
3. Hoàng tứ tử Miên Hân [綿忻; 9 tháng 2, năm 1805 - 19 tháng 8, năm 1828], thụ tước hiệu Thuỵ Thân vương (瑞亲王). Sau khi qua đời truy thụy là Thuỵ Hoài Thân vương (瑞懷親王).

## Phim ảnh truyền hình
| Năm  | Phim truyền hình               | Diễn viên       | Nhân vật                                                                 |
| 1988 | Mãn Thanh thập tam hoàng triều | Phan Tiển Di    | Nữu Hỗ Lộc Hoàng hậu 鈕祜祿皇后                                          |
| 2004 | Thâm cung nội chiến            | Trần Tú Châu    | Hoàng hậu Nữu Hỗ Lộc Ỷ Tuyết 皇后 鈕祜祿•绮雪                            |
| 2006 | Đại Thanh hậu cung             | Phan Hồng       | Cung Từ Hoàng Thái hậu 恭慈皇太后                                        |
| 2011 | Vạn phụng chi vương            | Huỳnh Thục Nghi | Cung Từ hoàng thái hậu Nữu Hỗ Lộc Trát Lạp Phân 恭慈皇太后 鈕祜祿•扎拉芬 |
| 2017 | Thiên mệnh                     | Lý Thi Hoa      | Hoàng Quý phi Nữu Hỗ Lộc Linh Nhi 皇贵妃 鈕祜祿·鈴兒                     |